# Pavel Borodine
Pour les articles homonymes, voir Borodine (homonymie).
Pavel Pavlovitch Borodine (en russe : Павел Павлович Бородин), est un homme politique et un fonctionnaire russe, né le 25 octobre 1946 à Chakhounia, dans l'oblast de Gorki (actuellement Nijni Novgorod) en URSS.
Il a le grade civil de conseiller d'État effectif de la fédération de Russie de 1re classe.

## Biographie
Pavel Borodine est né après le retour de son père de quelques mois de camp stalinien. Ce dernier avait été prisonnier des Allemands et avait donc en tant que travailleur réquisitionné goûté au système capitaliste. Peu après, la famille déménage en Iakoutie.
De 1993 à 2000, il était la tête du département de l'Administration des propriétés présidentielles de la Fédération de Russie. À partir de 2000, il devient le secrétaire d'État de l'Union de la Russie et de la Biélorussie. Il fut reconfirmé à ce poste en 2004 et en 2008. Il quitte ses fonctions en décembre 2011.

### Dates clés
- 25 octobre 1946 : naissance à Chakhounia.
- 1964-1967 : étudiant à l'Institut de chimio-industrie de Moscou.
- 1968-1972 : étudiant et assistant à la faculté d'Économie de l'Institut agricole d'Oulianovsk. En 1985, il sort de l'École du PCUS, il sera membre du PC jusqu'à août 1991.
- 1973-1988 : travaille en Iakoutie, où il est économiste, puis directeur-général-adjoint de Iakoutskgueologuia.
- 1988-1990 : député du conseil municipal (soviet) de Iakoutsk.
- 1990-1993 : président du conseil municipal de Iakoutsk.
- 1990-1995 : député et membre de la commission parlementaire chargée de la condition féminine, de la défense de la famille et de l'enfance.
- 1993-2000 : chef de département au Kremlin chargé des propriétés présidentielles, sous la présidence de Boris Eltsine.
- 1996-1998 : membre du conseil de direction de la chaîne TV ORT.
- 1997 : entre au conseil de la sécurité économique de Russie.
- 1998 : candidat à la mairie de Moscou, reçoit 6 % des suffrages.
- 2000-2011 : secrétaire d'État de l'Union de la Russie et de la Biélorussie.

## Affaire Mabetex
Le 18 janvier 2001, Pavel Borodine est arrêté par le FBI à l'aéroport John F. Kennedy de New York, à la demande de la Suisse, concernant ses relations et celles du Kremlin avec Mabetex (groupe de travaux publics albano-kosovar ayant des projets en Russie et dont le siège est à Lugano). Il demanda son extradition en mars vers la Suisse. Il est incarcéré, le 7 avril 2001, à la prison de Champ-Dollon dans le canton de Genève. Libéré sous caution de 5 millions de francs suisses (près de 3 millions de dollars), le 12 avril 2001, il est relevé de l'accusation de participation à une entreprise illégale et sa caution qui lui est rendue en 2002. Le juge Carla Del Ponte, procureur général de la Confédération suisse, s'était chargée de l'affaire dès 1999.
L'immunité judiciaire sera accordée à la famille Eltsine, à l'arrivée à la présidence de Vladimir Poutine.